# وات

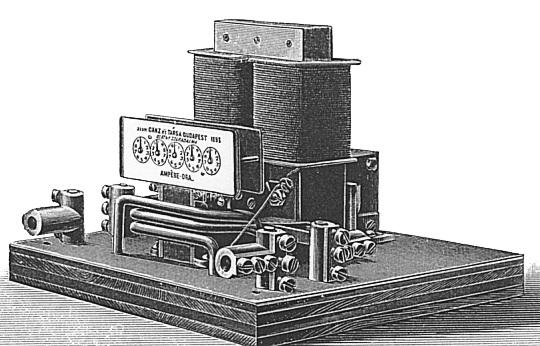
دستگاه استاندارد بین‌المللی واحدها

وات (به نشانهٔ کوتاه‌شدهٔ W) یکای توان در دستگاه استاندارد بین‌المللی واحدها است (برگرفته از نام جیمز وات مخترع اسکاتلندی). یک وات برابر است با یک ژول انرژی در هر ثانیه. وات بیانگر آهنگ مصرف یا تولید <انرژی> است. در تحلیل ابعادی وات به‌صورت  {\displaystyle {\mathsf {M}}{\mathsf {L}}^{2}{\mathsf {T}}^{-3}} بررسی می‌شود.
آهنگ مصرف انرژی الکتریکی در لامپ‌های حبابی معمولی بین ۱۵ تا ۱۰۰ وات است. لامپ‌های فلوئورسنت فشرده مصرفی بین ۵ تا ۳۰ وات دارند. موتور یک خودروی معمولی با آهنگ ۲۵۰۰۰ وات انرژی مکانیکی تولید می‌کند. توان یک فرمول اصلی دارد که همیشه یکسان است.
{\displaystyle p={\frac {w}{t}}}

## تعریف
برای به‌دست آوردن توان در ترمودینامیک و مکانیک از فرمول کار تقسیم بر زمان استفاده می‌گردد:
{\displaystyle \mathrm {W={\frac {J}{s}}={\frac {N\cdot m}{s}}={\frac {kg\cdot m^{2}}{s^{3}}}} }
و در برق:
{\displaystyle P=V.I}
{\displaystyle P=R.I^{2}}
{\displaystyle P={\frac {V^{2}}{R}}\,}
{\displaystyle P={\frac {u}{t(s)}}\,}
و در الکترومغناطیس ۱ وات (W) برابر است با گذر ۱ آمپر (A) از اختلاف پتانسیل ۱ ولت (V):
{\displaystyle W=V.A}

## مضارب وات

### میکرووات
میکرووات، که با μW نشان داده می‌شود، برابر با یک میلیونیوم وات است. در تجهیزات پزشکی مانند الکتروانسفالوگرافی و نوار قلب و همچنین گیرنده‌های رادار و رادیو از یکای میکرووات استفاده می‌شود. همچنین توان سلول‌های خورشیدی کوچک برای وسایلی مانند ماشین حساب و ساعت با این یکا بیان می‌شود.

### میلی‌وات
میلی‌وات، که با mW نشان داده می‌شود، برابر است با یک هزارم وات. یک اشاره‌گر لیزری معمولی توانی در حدود ۵ میلی‌وات دارد. همچنین یک سمعک معمولی کمتر از یک میلی‌وات توان مصرفی دارد.

### کیلووات
کیلووات، که با kW نشان داده می‌شود، برابر با هزار وات است. این یکا معمولاً برای بیان توان خروجی موتورها و توان مصرفی موتورهای الکتریکی و ابزارها استفاده می‌شود. این یکا همچنین یکای متداول برای بیان توان الکترومغناطیسی خروجی از فرستنده‌های رادیویی و تلویزیونی است. یک کیلووات تقریباً برابر با ۱٫۳۴ اسب بخار است.

### مگاوات
مگاوات، که با MW نشان داده می‌شود، برابر با یک میلیون وات است. خیلی از رخدادها یا ماشین‌ها با تبدیل انرژی در مقیاس مگاوات سر و کار دارند از جمله آذرخش، موتورهای الکتریکی بزرگ، کشتی‌های جنگی بزرگ مانند ناوها، زیردریایی‌ها و ناوهای هواپیمابر، خوشه‌های سرور و مراکز داده. یک ساختمان تجاری - مسکونی بزرگ ممکن است چند مگاوات انرژی الکتریکی و گرما مصرف کند.
ظرفیت تولید برق مولدهای الکتریکی معمولاً برحسب مگاوات بیان می‌شود. همچنین لوکوموتیوهای برقی امروزی، توان حداکثر در حدود ۵ یا ۶ مگاوات دارند.

### گیگاوات
گیگاوات، که با GW نشان داده می‌شود، برابر با یک میلیارد وات است. این یکا گاهی برای بیان توان نیروگاه‌های بزرگ و خطوط انتقال نیرو مورد استفاده قرار می‌گیرد. به عنوان مثال، ظرفیت نصب‌شده در نیروگاه‌های بادی آلمان در سال ۲۰۱۰، ۲۷ گیگاوات بوده‌است.

### تراوات
تراوات، که با TW نشان داده می‌شود، برابر با یک تریلیون وات (۱۰۰۰۰۰۰۰۰۰۰۰۰) است.

### پتاوات
پتاوات، که با PW نشان داده می‌شود، برابر با یک کوادریلیون وات(۱۰۰۰۰۰۰۰۰۰۰۰۰۰۰۰) است.